# ペルソナ (心理学)
ペルソナ（英語: persona）とは、カール・グスタフ・ユングの概念。ペルソナという言葉は、元来、古典劇において役者が用いた仮面のことであるが、ユングは人間の外的側面をペルソナと呼んだ。
ペルソナとは、自己の外的側面。例えば、周囲に適応するあまり硬い仮面を被ってしまう場合、あるいは逆に仮面を被らないことにより自身や周囲を苦しめる場合などがあるが、これがペルソナである。逆に内界に対する側面は男性の女性的側面をアニマ、女性の男性的側面をアニムスと名付けた。
男性の場合にはペルソナは男らしさで表現される。しかし内的心象はこれとは対照的に女性的である場合があり、これがアニマである。逆に女性の場合ペルソナは女性的な側面で表現される。しかし、その場合逆に内的心象は男性である場合があり、これがアニムスである。ペルソナは夢の中では人格化されず、一般に衣装などの自分の外的側面で表されることが多い。しかし、仮面を被った自分もありのままの自分と仮定すれば、それらは全て、我である。

## ペルソナは元型であるか
ペルソナが元型であるか否かについては、明記されていない。
河合隼雄の『ユング心理学入門』や鈴木晶の『フロイトからユングへ』（NHKライブラリー）など、同一概念と紹介しているものも少なくない。
林道義をはじめとし、ペルソナは元型ではないとする立場もある。その理由として、ユングは人類の集合的な心（例えば、社会的慣習や伝統的な精神）から各人が切り取ったもの（個性化された人格=仮面）をペルソナと名づけたのであり、集合的無意識そのものを指すわけではないという解釈がある。